# Carlo Nordio
Carlo Nordio, född 6 februari 1947 i Treviso, är en italiensk jurist och politiker. Han är Italiens justitieminister sedan 2022. Nordio gick med i Italiens bröder tidigare samma år.
Nordio studerade juridik vid universitetet i Padua och gjorde en lång karriär i justitiesystemets tjänst mellan 1977 och 2017. Som allmän åklagare i Venedig ledde han på 1980-talet undersökningar mot röda brigaderna i staden. På 1990-talet undersökte han korruptionshärvan Tangentopoli.
I presidentvalet i Italien 2022 nominerade Italiens bröder under ledning av Giorgia Meloni Nordio som partiets kandidat. Meloni betonade vikten av att nominera en kandidat som inte kommer från politikens värld och menade att Nordios meriter som åklagare var obestridliga. I den avgörande åttonde omröstningen omvaldes president Sergio Mattarella med 759 röster och Nordio kom på andra plats med 90 röster.